# Francisco Alves Soares Basto

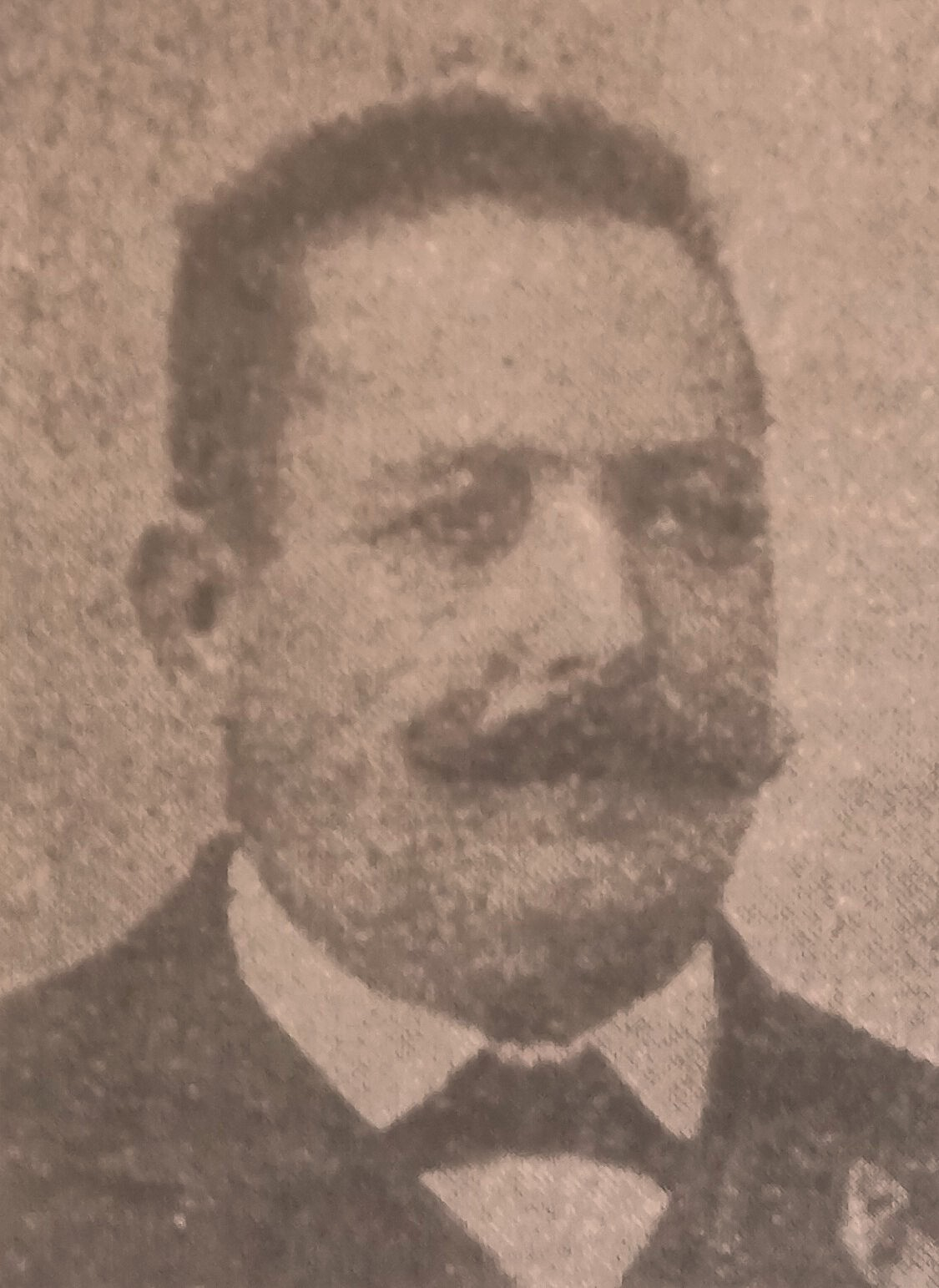
Retrato de Francisco Alves Soares Basto.

Francisco Alves Soares nasceu no lugar de Carril – São Romão do Corgo, freguesia do concelho de Celorico de Basto, a 6 de março de 1857. Filho de Manuel Alves (Corgo, 1817-1891) e de Teresa Soares de Jesus (Pedraça, c. 1831 - Corgo, 1908), casados religiosamente, a 20 de julho de 1851, na freguesia natal da noiva, em Cabeceiras de Basto. 
Os seus avós paternos eram Bernardo Alves e Ana Alves; ele filho de Domingos Alves e de Maria Pereira (Corgo), e ela de Bernardo José Lourenço e de Maria Josefa Alves (Gagos - Celorico de Basto). Os seus avós maternos eram Manuel Soares e Angélica Leite, sendo bisneto paterno de Serafim Soares e Senhorinha Teresa (Basto), e materno de Manuel José Codato e Maria Teresa (Arco de Baúlhe), todos residentes no concelho de Cabeceiras de Basto.

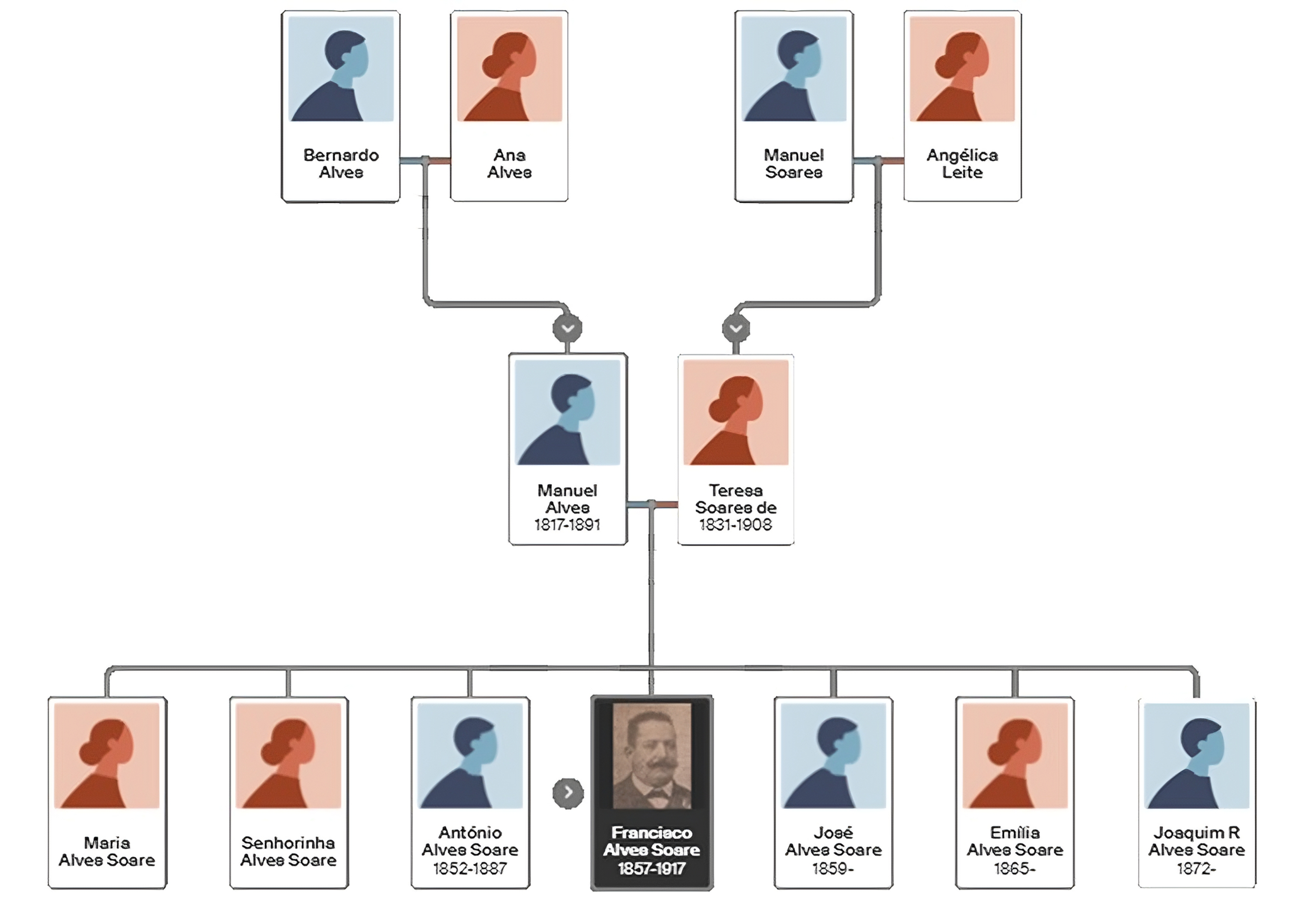
Família Alves Soares - Celorico de Basto.

Entre os restantes filhos do casal Alves Soares, nascidos igualmente em Carril, constam ainda: António (c. 1852-1887), José (1859), Emília (c. 1865), Senhorinha, Maria e Joaquim Roberto (c. 1872). Se é certo que se desconheça os contornos da sua vida familiar, o pai era já um reconhecido jardineiro de topiárias, funcionário muito estimado da família Ferreira Pinto Basto, em cujos jardins e outros de terras de Basto deixou provas do seu talento.
A 27 de fevereiro de 1871, Francisco embarcou para o Rio de Janeiro, com 13 anos. Entre os dados constantes no formulário oficial de passaporte, sobre a sua aparência física descrevem-no como tendo 1,54 de altura, rosto comprido, cabelo e olhos castanhos e a boca e nariz regulares. Quanto aos sinais particulares ficou registado: «sinais de bexigas pelo rosto e uma cicatriz no cimo da testa do lado direito».

## O imigrante no Rio de Janeiro (1871 - 1907)
Nos primeiros anos, Francisco Alves Soares terá trabalhado por conta de outrem, provavelmente como caixeiro ou empregado comercial, profissão algo comum para os jovens com a instrução primária. A sua grande oportunidade surgiu com a morte de António de Bessa Teixeira, constituindo sociedade comercial na nova firma «Viúva Bessa & Bastos». Entre 1879 e 1890, foi sócio-gerente do armazém de peixe salgado, com loja na Praça do Mercado, no centro do Rio de Janeiro.
É então que passaria a assinar como Francisco Alves Soares «Bastos»; não respeitando a grafia do sobrenome toponímico, para se poder distinguir de outros homónimos portugueses.
Pela análise dos periódicos da capital do Império do Brasil, Soares Basto foi construindo a sua fortuna de “brasileiro de torna-viagem”, ganhando crescente protagonismo entre a elite económica carioca. Entre as várias instituições de que foi sócio ou dirigente, ao longo dessas décadas por terras brasileiras, constam as seguintes: 
- secretário do «Clube Euterpe do Comércio» (1880)[4];
- membro da comissão da celebração do 11.º aniversário da “Lei do Ventre Livre” (1882)[5];
- secretário na «Associação Auxiliadora Médica» (1890-1892)[6];
- diretor suplente da «Companhia Restaurantes Marítimo a Vapor» (1891)[7];
- sócio da «Beneficência Portuguesa do Rio de Janeiro» (1901).[8]

Ao nível dos negócios particulares, além da aquisição e gestão de imóveis pela cidade, tornar-se-ia um verdadeiro capitalista já no período dos Estados Unidos do Brasil, acabando por assumir uma longa ligação administrativa com a «Sociedade União dos Proprietários e Arrendatários de Prédios» (1890-1894). Nesta seguradora privada, depois reconvertida em «União dos Proprietários: Companhia de Seguros Terrestres», Soares Basto manteve-se como seu 1.º secretário e membro do conselho fiscal (1894-1906). Mais tarde, investiria ainda no salão de bilhares «Motta & Bastos», instalado no reputado largo de S. Francisco de Paula.
Maçom do Grande Oriente do Brasil desde data incerta, Soares Basto serviu também como 1.º secretário da augusta e respeitável loja capitular «Salomão», entre 1893 e 1894, em obediência ao rito escocês.

## O regresso a Portugal e morte (1907 - 1917)

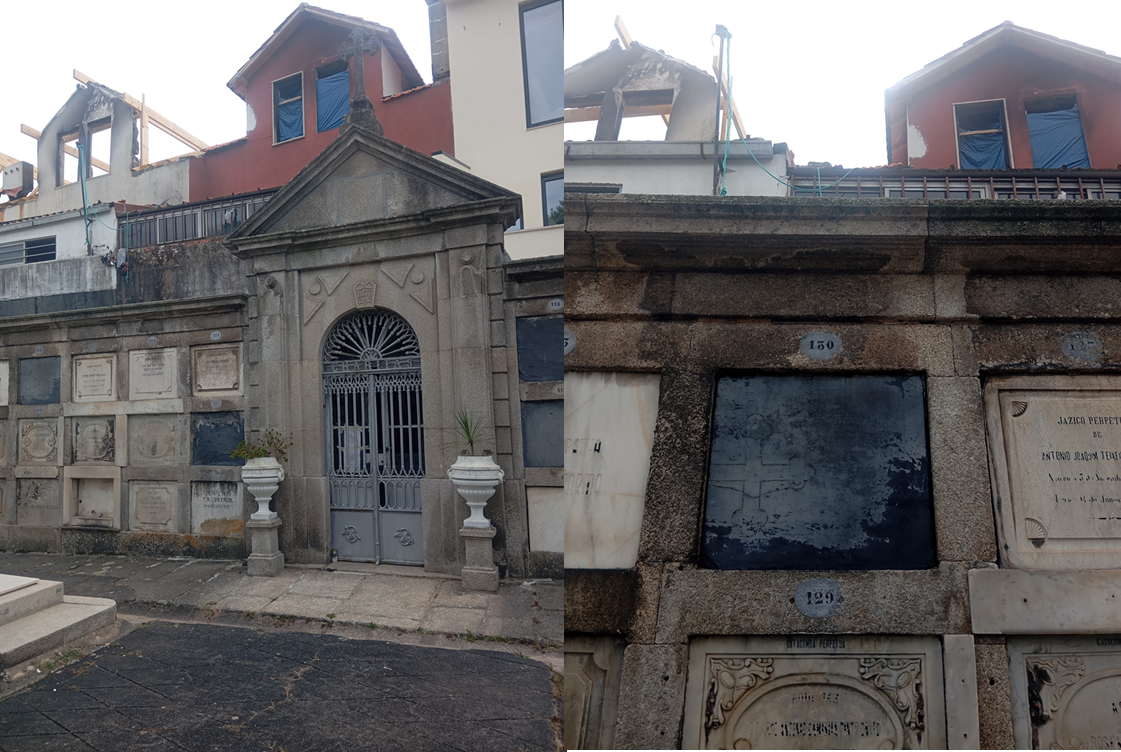
Catacumba perpétua n.º 130, no cemitério da Ordem do Terço, adquirida pelo «O Comércio do Porto» para sepultura de Soares Basto, em 1922.

Por volta dos 50 anos, solteiro e sem descendência, Soares Basto regressou definitivamente a Portugal, instalando-se inicialmente em São Romão do Corgo. Posteriormente, mudou-se para Fermil de Basto, na freguesia vizinha de Veade, onde adquiriu uma casa em zona central, sobranceira ao grande largo da Feira (largo barão de Fermil). Quiçá, para conviver mais de perto com a família do irmão Joaquim Roberto Alves Soares, também aí residente desde o seu matrimónio, que dera afamada continuidade à profissão paterna.
Temendo o fim da sua vida por doença grave, foi num cartório de Fermil de Basto perante testemunhas, que dispôs o seu testamento e últimas vontades perante testemunhas, a 5 de julho de 1917. Em tratamentos médicos no Hospital do Terço, na cidade do Porto, aí faleceu a 9 de setembro do mesmo ano. Na qualidade de irmão da Ordem do Terço teve direito a uma sepultura individual perpétua, assegurada pelo seu testamenteiro, repousando numa catacumba do talhão privativo dessa irmandade, no cemitério portuense do Prado do Repouso.
Em homenagens póstumas, o seu nome foi atribuído a diversos arruamentos em Celorico de Basto e Oliveira de Azeméis.

## Testamento: «sempre pela Instrução»
A 10 de setembro de 1917, na cidade do Porto, o procurador da administração do jornal «O Comércio do Porto» apresentou o testamento de Francisco Alves Soares Basto, que aqui se transcreve na íntegra e adaptado:
Eu, Francisco Alves Soares Bastos, solteiro, maior, capitalista e proprietário, morador no lugar de Fermil, freguesia de Veade, da comarca de Celorico de Basto; podendo dispor livremente dos meus bens, faço o meu testamento pela forma seguinte. Determino que se […] cumpram e satisfaçam com a maior exatidão os legados seguintes:
1.° - Deixo a cada um de meus irmãos 4 quinhentos escudos em usufruto, revertendo por morte deles, e em plena propriedade e usufruto, à escola de S. Romão do Corgo, sendo esses juros 100 escudos para compra de livros e o mais que for preciso para o[s] meninos. Os meus irmãos são Emília, Senhorinha, Maria e Joaquim.
2.° - Deixo o suficiente para montar uma Cantina, em Fermil, para cinquenta ou cem crianças, e dar-lhe os competentes livros, e o mais que for preciso; também desejava que viesse a água para Fermil, que já está comprada pela Câmara, no Monte de S. Caetano.
3.° - Deixo para meu enterro, se morrer aqui, o seguinte: não quero ofícios, quero que o padre me tire de casa e leve à igreja e dita uma missa de corpo presente, acompanhado dos pobres das freguesias; que ganharão o padre cinco escudos, os pobres cinquenta reis e cinco centavos geral. Desejo ser enterrado em jazigo perpétuo, só para mim.
Deixo um conto de reis, mil escudos, ao «Comércio do Porto», para distribuir por diversas instituições de instrução, à vontade dele. Depois de ver os meus bens, aqui ou onde estiverem, e cumprindo as minhas verbas testamentárias, principalmente a 1.ª e a 2.ª, o meu testamenteiro pode dispor dos remanescentes de meus bens como entender, mas sempre pela Instrução.
Deixo o meu relógio de ouro de bolso ao meu amigo Serafim M. Pinto, de Canedo [de Basto]; e o meu anel de brilhante ao Sr. Cunha, de Fermil [de Basto].
Nomeio meu testamenteiro, para todos os efeitos, o jornal do «Comércio do Porto», ou os seus representantes, moradores na cidade do Porto, à rua do Comércio do Porto, n.º 108.
Fermil, 5 de julho de 1917. Francisco Alves Soares Bastos.
Sobressai, assim, como seu último desejo este interesse notório pela causa da Instrução Pública, uma herança que Bento Carqueja, então diretor de «O Comércio do Porto», aplicou na sua própria terra natal de Oliveira de Azeméis, ao construir dois edifícios escolares, cedidos à 1.ª República Portuguesa.
Francisco Alves Soares Basto ficou imortalizado como benemérito e patrono de dois estabelecimentos educativos oliveirenses, dos primeiros do ensino técnico profissional de Aveiro: a «Escola de Artes e Ofícios “Soares Basto”» (Palmaz, 1924-1931) e a «Escola de Artes e Ofícios “O Comércio do Porto”» (Oliveira de Azeméis, 1927-1930); esta última génese do atual Agrupamento de Escolas Soares Basto.